# Betsy Stovall
Lindsay Elizabeth "Betsy" Stovall é uma matemática estadunidense, Mary Herman Rubinstein Professor no College of Letters & Science da Universidade de Wisconsin-Madison. É Secretária Associada da Seção Central da American Mathematical Society, com mandato a partir de fevereiro de 2022.
Stovall é conhecida por sua pesquisa em análise harmônica. É graduada pela Universidade Emory, e obteve um PhD em 2009 pela Universidade da Califórnia em Berkeley, orientada por Michael Christ. Antes de ingressar na Universidade de Wisconsin em 2012 foi professora adjunta associada da Universidade da Califórnia em Los Angeles.